# Legio II Armeniaca

Insignia de la Legio II armeniaca en la Notitia Dignitatum.

La Legio II Armeniaca (Segunda legión «armenia») fue una legión romana, de finales del Imperio romano. El nombre de la legión puede referirse a que originariamente formó parte de la guarnición de la provincia romana de Armenia, pero la unidad, junto con su legión gemela, la I Armeniaca, parece que estuvo incluida en el ejército de campo imperial como una pseudocomitatensis.
Está documentado que construyó un campamento en Satala Según Amiano Marcelino, en 360, la legión II Armeniaca estaba estacionada en Bezabde con la II Flavia Virtutis y la II Parthica, cuando Shapur II asedió y conquistó la ciudad, matando a muchos de sus habitantes. La II Armeniaca sin embargo, sobrevivió, pues está citada en la Notitia Dignitatum bajo el mando del Dux Mesopotamiae.